# Lohmann Brown

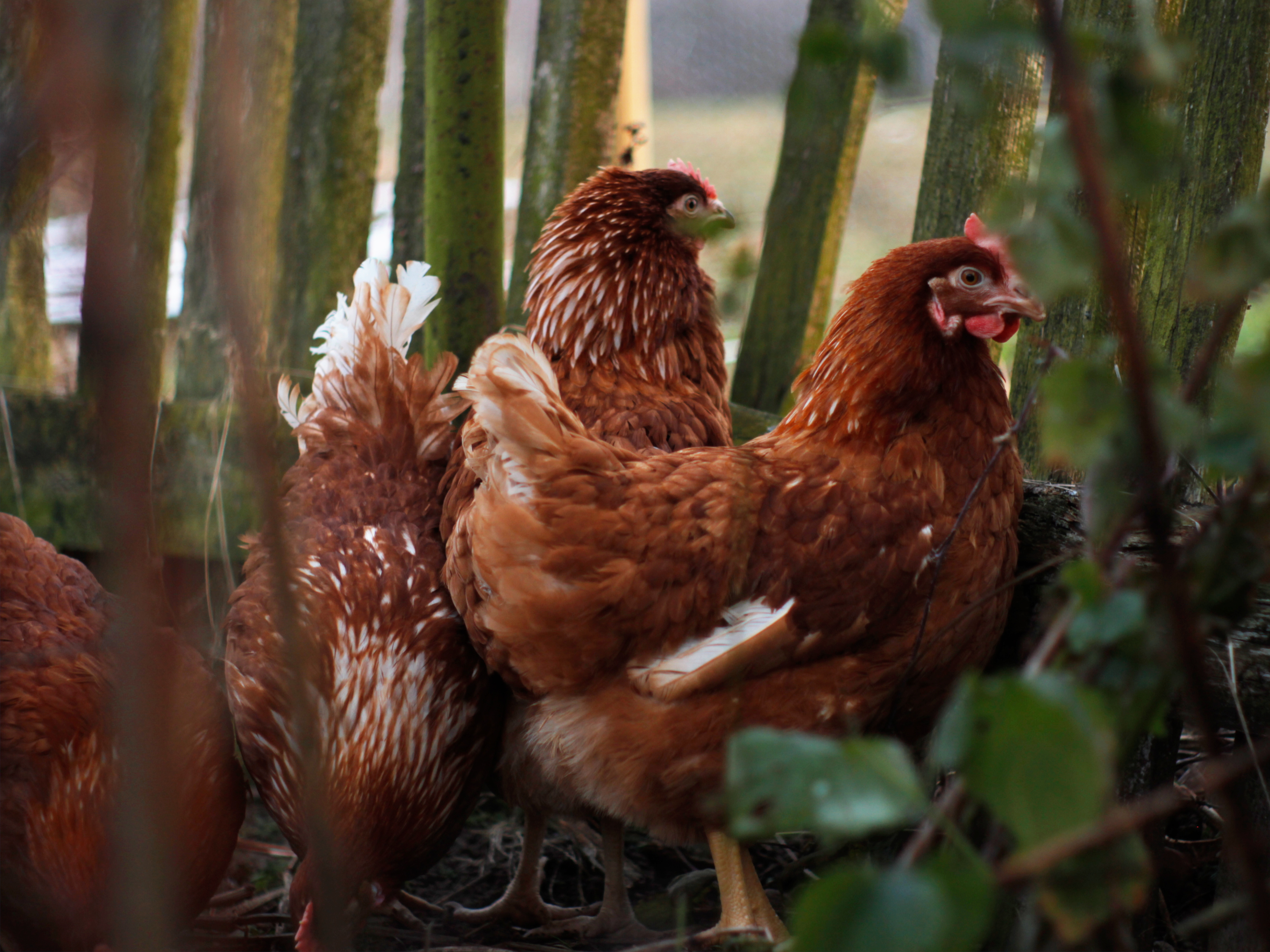
Kury rasy Lohmann Brown

Lohmann Brown – rasa kur niosek, powstała w wyniku krzyżówki rasy Rhode Island i White Rock. Kury zaczynają nieść się około 19. tygodnia życia, produkując do 320 jaj rocznie do wieku 72 tygodni. Jajka składane są prawie codziennie, zazwyczaj rano.
Kury rasy Lohmann Brown mają na ogół karmelowe czy też brązowe upierzenie z białymi piórkami wokół szyi i na ogonie.
Rasę Lohmann Brown można podzielić na podrasy:
- Lohmann Brown-Classic
- Lohmann Brown-Lite
- Lohmann Brown-Plus
- Lohmann Brown-Extra